# Obereopsis parvula
Obereopsis parvula là một loài bọ cánh cứng trong họ Cerambycidae.